# Phare des Bas-Sablons
Le phare des Bas-Sablons se trouve sur le quai de la plage des Bas-Sablons dans le quartier Saint-Servan, ancienne commune rattachée à la ville de Saint-Malo, Ille-et-Vilaine (Bretagne).
C'est l'un des quatre phares du port de Saint-Malo.

## Historique
En 1868, sur un projet approuvé en 1866, un entrepreneur d'Avranches construit une tour carrée de 8 m, en maçonnerie et pierres de taille. Ce phare est équipé d'un feu catoptrique. En 1877, la ville et ses lumières rendent invisible la tour originelle. Elle est donc rehaussée de 6,5 m et équipée d'un feu vert à occultations toutes les 4 secondes.
En 1911, un premier essai d'électrification échoue et un brûleur à gaz est installé provisoirement. En 1912, le phare est électrifié avec un feu vert à occultation toutes les 4 secondes. En 1944, il échappe à la destruction prévue par les Allemands au moment du Débarquement. En 1948, il devient un feu directionnel fixe vert.

## Phare actuel
C'est une tour carrée de 3 niveaux accolée à un bâtiment formant terrasse d'un niveau pour le stockage des matériels. Il est situé à une hauteur au-dessus de la mer de 24,96 m, sa taille générale est de 19,50 m.
Entièrement rénové, le phare est peint en blanc, avec le haut noir. En alignement avec le phare de la Balue, il marque le chenal d'entrée à Saint-Malo. Il est automatisé et télécontrôlé.